# Khaled Ben Yahia
Khaled Ben Yahia (en árabe: خالد بن يحيى‎; Ciudad de Túnez, Túnez, 12 de noviembre de 1959) es un exfutbolista y entrenador de fútbol de Túnez que jugaba en la posición de líbero.

## Carrera

### Club
Jugó toda su carrera con el ES Tunis de 1979 a 1994, con el que fue campeón nacional en siete ocasiones, ganó cuatro copas nacionales, una supercopa, la Copa Africana de Clubes Campeones 1994 y la Liga de Campeones Árabe 1993.

### Selección nacional
Jugó para Túnez en 95 ocasiones de 1979 a 1993 y anotó cinco goles; participó en los Juegos Olímpicos de Seúl 1988 y la Copa Africana de Naciones 1982.

### Entrenador
| Periodo   | Club           |
| --------- | -------------- |
| 1995-1996 | ES Zarzis      |
| 1996-1997 | ES Tunis       |
| 1999-2000 | CS Sfaxien     |
| 2005      | Al-Tai FC      |
| 2005-2007 | ES Tunis       |
| 2007-2008 | CS Sfaxien     |
| 2008      | EGS Gafsa      |
| 2011-2012 | EGS Gafsa      |
| 2013-2014 | EGS Gafsa      |
| 2014-2015 | ES Tunis       |
| 2015      | EGS Gafsa      |
| 2018      | Stade Gabésien |
| 2018      | ES Tunis       |
| 2019      | US Tataouine   |
| 2021      | Olympique Béja |
| 2021-2022 | MC Alger       |
| 2022-2023 | CA Bizertin    |
| 2023      | AS Marsa       |

## Logros

### Jugador
- CLP-1 (7): 1981–82, 1984–85, 1987–88, 1988–89, 1990–91, 1992–93, 1993–94
- Copa de Túnez (4): 1979–80, 1985–86, 1988–89, 1990–91
- Supercopa de Túnez (1): 1993
- Copa Africana de Clubes Campeones (1): 1994
- Liga de Campeones Árabe (1): 1993

### Entrenador
- CLP-1 (1): 2005-06
- Copa de Túnez (2): 2005-06, 2006-07
- Liga de Campeones de la CAF (1): 2018
- Liga de Campeones Árabe (1): 2000